# NRT IV
NRT IV est le quatrième tombeau que les fouilles de la mission Montet ont mis au jour dans la nécropole royale de Tanis.
Cette tombe située au nord-ouest de celle de Psousennès Ier, la NRT III et jouxte également la NRT V, tombe de Sheshonq III bâtie plusieurs générations après le règne d'Amenemopet.
Bâtie en calcaire sa tombe est formée d'une seule pièce dans laquelle le sarcophage externe du roi a été retrouvé à sa place mais vide.

## Découverte
Au cours du dégagement de la tombe voisine, la NRT III, l'équipe de Pierre Montet met au jour une nouvelle tombe baptisée NRT IV, qu'il dégagent rapidement, car de petite dimension.
Ils l'identifient rapidement comme étant le tombeau d'Amenemopet, successeur éphémère de Psousennès Ier de la XXIe dynastie.

## La sépulture
Le caveau contenait encore le sarcophage externe du jeune souverain, dont la cuve est en quartzite et le couvercle en granite taillée dans une architrave de l'Ancien Empire, remployée pour l'occasion. Inachevé il laisse encore apparaître une partie de l'inscription monumentale qui décorait cet élément d'architecture prélevé sur un des sanctuaires des pharaons qui ont bâti les pyramides.
Le fait que la tombe soit vide suggéra aux égyptologues que le viatique funéraire avait été pillé dans l'Antiquité et le corps du roi définitivement perdu.
Cependant en ouvrant la deuxième chambre de la NRT III qui leur avait déjà livré deux sépultures intactes, les archéologues s'attendant à découvrir la tombe intacte de la reine Moutnedjemet, découvrent qu'à sa place c'est Amenemopet qui s'y trouve. Le sarcophage du roi semblait avoir été malmené ce qui suggérait une première tentative de pillage. Il contenait encore le masque en or du roi ainsi qu'une collection de bijoux prophylactiques qui recouvrait sa momie désagrégée. Devant le sarcophage étaient entassés les restes du viatique funéraire parmi lesquels on notera notamment de la vaisselle en or, pièces de haute qualité esthétique, les vases canopes ainsi que les ouchebtis. Bien que d'une certaine richesse ce mobilier est apparu comme beaucoup moins riche que celui de Psousennès Ier, prédécesseur immédiat d'Amenemopet, soit que ce dernier avait eu un règne moins puissant, peut-être déjà contesté, soit plus probablement que son mobilier funéraire avait déjà été amputé d'une partie de ses richesses lors d'une première tentative de vol.
Les dates précises de ce pillage et du déménagement qui s'ensuivit restent inconnues, mais en explorant complètement la NRT IV, une dizaine d'ouchebtis ayant appartenu à Siamon, probable fils et en tout cas successeur d'Amenemopet, ont été retrouvés sous le dallage de la chambre funéraire du roi.
Cette découverte d'ouchebtis au nom de Siamon peut supposer que c'est ce roi qui en est donc l'auteur, reprenant à son compte le caveau de son prédécesseur. La présence de ces petites statuettes funéraires indique en tout cas une inhumation de Siamon à cet emplacement. Il aurait alors déménagé son prédécesseur dans une autre tombe et se serait ainsi approprié cette sépulture, bien que cette dernière hypothèse ait semblé douteuse aux archéologues fautes d'autres éléments aux noms de ce roi découverts dans le caveau.
Une autre hypothèse serait que Siamon ait été enterré ou mis à l'abri, avec les restes de son viatique funéraire, dans le caveau d'Amenemopet une première fois puisque sa dépouille a bien été retrouvée mais dans l'antichambre de Psousennès Ier. Puis la tombe NRT IV victime d'une nouvelle tentative de vol est alors vidée et les deux rois sont déménagés dans la NRT III.
L'histoire des inhumations et ré-inhumations de la nécropole royale de Tanis reste complexe et obscure.